# Josphat Muchiri Ndambiri
Josphat Muchiri Ndambiri (* 12. Februar 1985) ist ein kenianischer Langstreckenläufer.

## Leben
2005 wurde er Vierter beim Sapporo-Halbmarathon. Im selben Jahr stellte er am 23. November zusammen mit Martin Irungu Mathathi, Daniel Muchunu Mwangi, Mekubo Mogusu, Onesmus Nyerre und John Kariuki in Chiba mit 1:57:06 h einen Weltrekord in der Marathon-Staffel auf.
2007 wurde er kenianischer Meister im 10.000-Meter-Lauf und bei den Leichtathletik-Weltmeisterschaften 2007 in Ōsaka Fünfter über dieselbe Distanz.
2010 wurde er Siebter beim RAK-Halbmarathon. 2011 folgte einem dritten Platz beim Sapporo-Halbmarathon der Sieg beim Fukuoka-Marathon.
Der in Japan lebende Athlet wird von PACE Sports Management betreut.

## Persönliche Bestzeiten
- 1500 m: 3:38,72 min, 7. Juli 2004, Sapporo
- 3000 m: 7:42,98 min, 27. August 2006, Rieti
- 5000 m: 13:05,33 min, 3. Juni 2005, Tokio
- 10.000 m: 26:57,36 min, 3. Mai 2009, Fukuroi
- Halbmarathon: 1:01:07 h, 19. Februar 2010, Ra’s al-Chaima
- Marathon: 2:07:36 h,	4. Dezember 2011, Fukuoka